# ITIL
ITIL - engl. Information Technology Infrastructure Library je skup procesa za isporučivanje i podržavanje IT usluga, opisanih u biblioteci IT infrastrukture.
Nastao je na inicijativu agencije Britanske vlade, da se upotreba IT u podršci poslovnim sistemima učini boljim i efikasnijim.
Prva verzija je objavljena 1989. godine i činilo ju je 43 knjige. Druga je objavljena 1999/2000. i sažeta je u 7 knjiga, a treću iz 2005. čini 5 ključnih volumena.Veb glosar je od 30. juna 2007. godine.
ISO 20000-2 koji je specifikacija najbolje prakse u isporuci IT usluga, u celosti je zasnovan na ITIL-u. Iako ITIL podržava ISO/IEC 20000 (ranije BS 15000), međunarodni standard upravljanja uslugama za upravljanje IT uslugama, postoje neke razlike između standarda ISO 20000 i ITIL okvira.

## Ključni volumeni Itil v3:
- Strategija Usluge
- Dizajn usluge
- Izmena usluge
- Vršenje usluge
- Kontinuirano poboljšanje usluge

## ITIL 4
Trenutna verzija ITIL-a je pokrenuta 2019. V4 ima praktičnije smernice za korišćenje ITIL-a, posebno u okruženjima za saradnju. Ovo olakšava organizacijama da usklade ITIL sa DevOps, Agile i Lean metodama rada. ITIL V4 usvaja holističkiju filozofiju upravljanja uslugama, čineći ga širim i inkluzivnijim za današnje IT okruženje. Od februara 2019 do septembra 2020, ITIL 4 je trenutno poslednje ažuriranje. ITIL 4 donosi neke nove ideje i razvija postojeći sadržaj ITIL v3. ITIL 4 identifikuje dva ključna elementa:
- Sistem vrednosti usluge (SVS)
- Model četiri dimenzije